# Ейлін Аделаїда Брюс
Ейлін Аделаїда Брюс (англ. Eileen Adelaide Bruce; 15 лютого 1905 — 6 жовтня 1954) — британська ботанікиня, таксономістка.

## Біографія
Ейлін Аделаїда Брюс народилася 15 лютого 1905 у Лондоні. Навчалася в Університетському коледжі Лондона. У 1930 році почала працювати у Королівських ботанічних садах в К'ю. У  1941 році після початку Другої світової війни приєдналася до Жіночого допоміжного територіального корпусу (ATS).
Після закінчення військових дій у 1946 році Ейлін Брюс отримала призначення у Південно-Африканський національний гербарій у Преторії. Під час свого перебування там вона досліджувала рослини із родини Губоцвіті та роду Kniphofia. У 1952 році повернулася у К'ю, досліджувала родини Pedaliaceae та Loganiaceae, публікувала свої праці у Flora of Tropical East Africa та Kew Bulletin.
Ейлін Аделаїда Брюс померла 6 жовтня 1954 у Кінгстоні-на-Темзі.

## Вшанування
На честь науковиці названі такі види рослин: Brachystelma bruceae R.A.Dyer, Kniphofia bruceae (Codd) та Vernonia bruceae C.Jeffrey.